# Notaden bennettii
Ếch cây Thánh giá hay Ếch Holy Cross (Danh pháp khoa học: Notaden bennettii) là một loài ếch trong họ Myobatrachidae, chúng là loài bản địa của Úc. Chún nổi bật nhờ khả năng kỳ lạ thể biến mình thành nam châm khi tiết ra chất keo có độ kết dính lớn và khô nhanh trong 30 giây để bắt con mồi.

## Đặc điểm
Loài Ếch holy cross có cơ thể khá tròn trịa, thường có màu xanh lá hoặc chanh vàng cùng những đốm đen. Chúng chủ yếu sống ở môi trường sa mạc. Loài ếch này thường sống dưới lòng đất khoảng 9 tháng trong một năm và chỉ ra khỏi lòng đất khi trời mưa.
Để tiến hóa phù hợp với môi trường sống, ếch holy cross đã tiến hóa phương thức tồn tại đặc biệt, đó là khi bị các côn trùng đậu lên hoặc cắn, chúng sẽ tiết ra một chất keo từ da chính vì vậy Ếch holy cross được xem như một loài ếch kỳ lạ bởi khả năng biến mình thành nam châm khi tiết ra chất keo siêu dính đáng kinh ngạc.
Chất keo biến chúng thành những thỏi nam châm dính chặt các côn trùng nhỏ. Côn trùng mắc phải keo siêu dính của ếch sẽ không thể thoát ra, lúc này, loài ếch chỉ việc gỡ lớp keo dính và ăn những gì mắc kẹt trên đó. Chất keo mà ếch holy cross tiết ra là loại keo tự nhiên không độc và siêu dính kể cả trong nước, hay không khí, chất keo khô nhanh chỉ trong khoảng 30 giây.